# 藝術家 (雜誌)
《藝術家》是臺灣一本創刊於1975年6月1日的美術月刊，創刊的隔年（1976年）獲得第一屆金鼎獎，之後更是金鼎獎的常勝軍。創刊之初，以其25開的大小、版式、彩色印刷和獨特內容為特色，令創刊在前的同性質雜誌《雄獅美術》略顯遜色。而在《雄獅美術》全面改版之後，兩本雜誌成為臺灣美術界中最主要的美術雜誌。

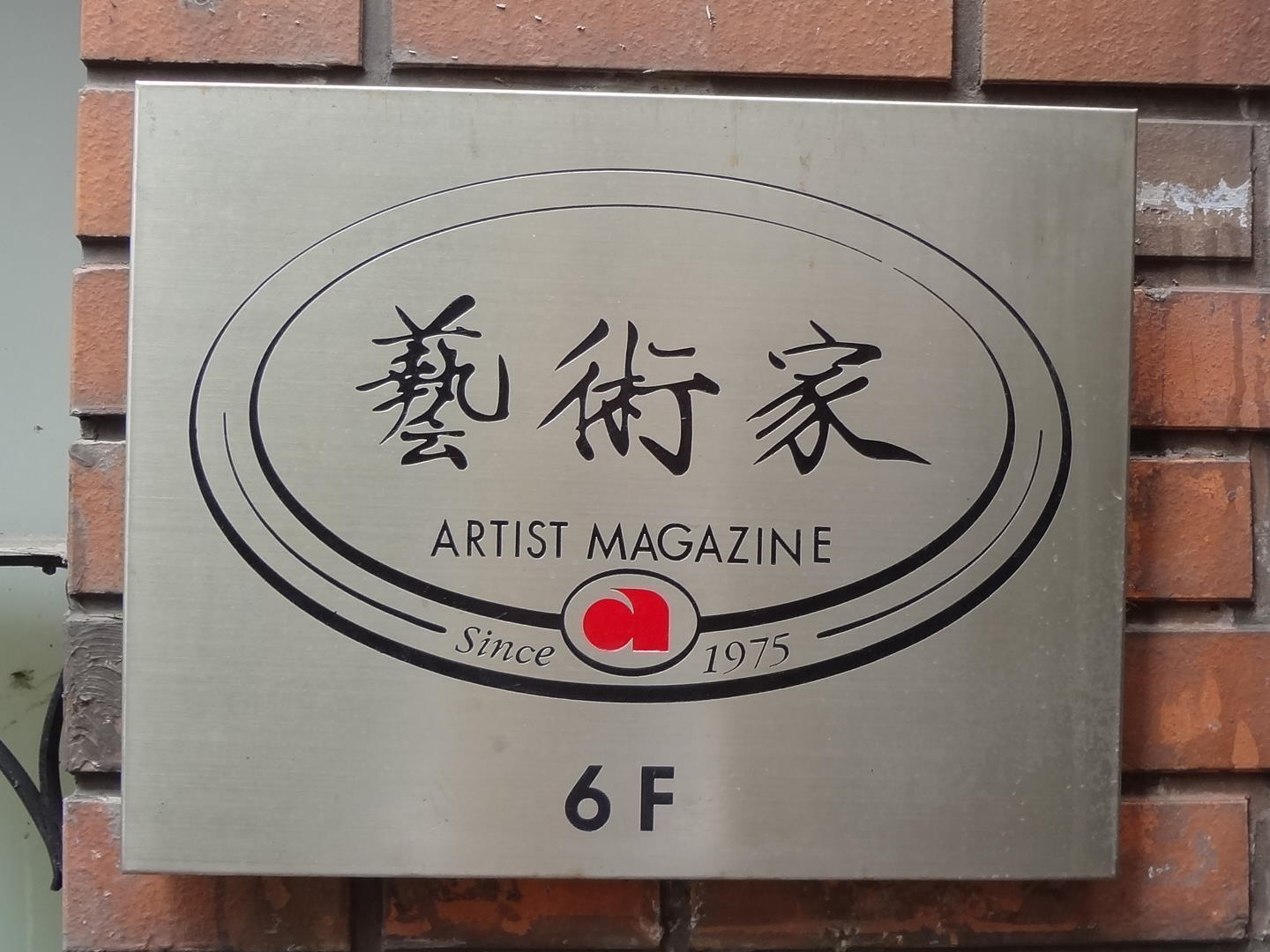
藝術家雜誌社舊址銘板

## 歷史
藝術家雜誌社創社社長何政廣憑著想做一本純粹美術雜誌的意念，在劉其偉、席德進等「10人小組」協助下創辦藝術家雜誌社。1975年6月1日，《藝術家》創刊號問世，總頁數144頁，是歷來最薄的一本，彩色印刷頁數僅16頁，定價新臺幣30元；創刊號封面是瓦沙雷利（Victor Vasarely）的幾何色塊作品搭配何耀宗設計的識別商標英文字母「a」，標準字是書法家莊嚴題寫；創刊號與當時臺灣教科書相仿的菊八開本設計，目的是「要讓學生方便收在書包裡」。隨著藝術產業興起，《藝術家》愈來愈增厚，常被戲稱是磚頭：1990年代臺灣藝術市場最蓬勃時期，《藝術家》曾厚達600多頁、近1公斤重，一半是廣告，「雜誌厚薄也能當成經濟指標」；2007年10月，《藝術家》首度改版，不但「長高」，內容全部彩色印刷，當然也更有「分量」。
《藝術家》為了讓讀者在每月1日看到雜誌，前一個月22日準時出刊，一一包裝寄送到訂戶與書店架上，數十年如一日；唯一一次的延遲出刊是1999年921大地震，印刷與裝訂廠停工，但也只延誤一天，變成9月23日出刊。

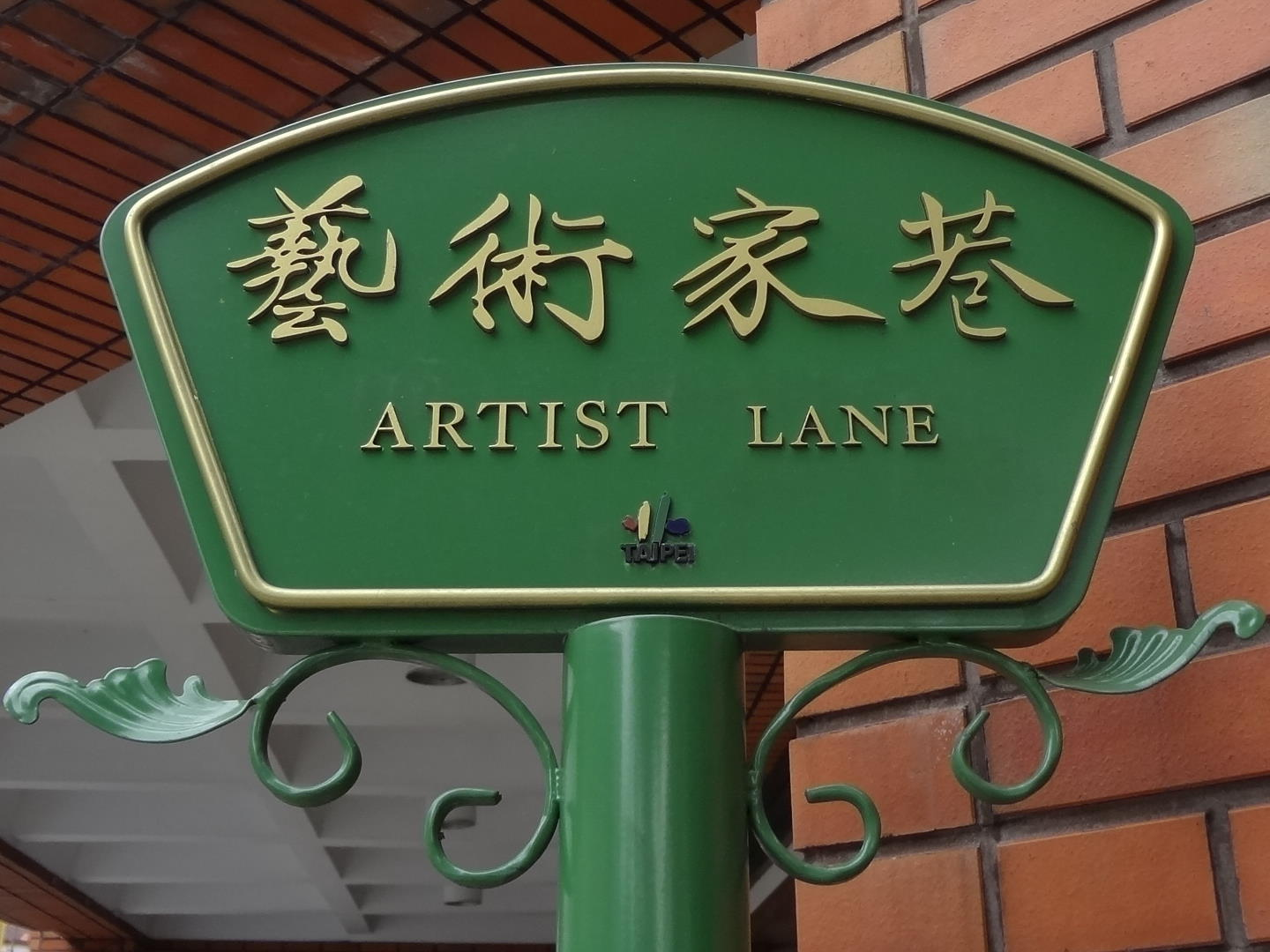
藝術家巷標示牌

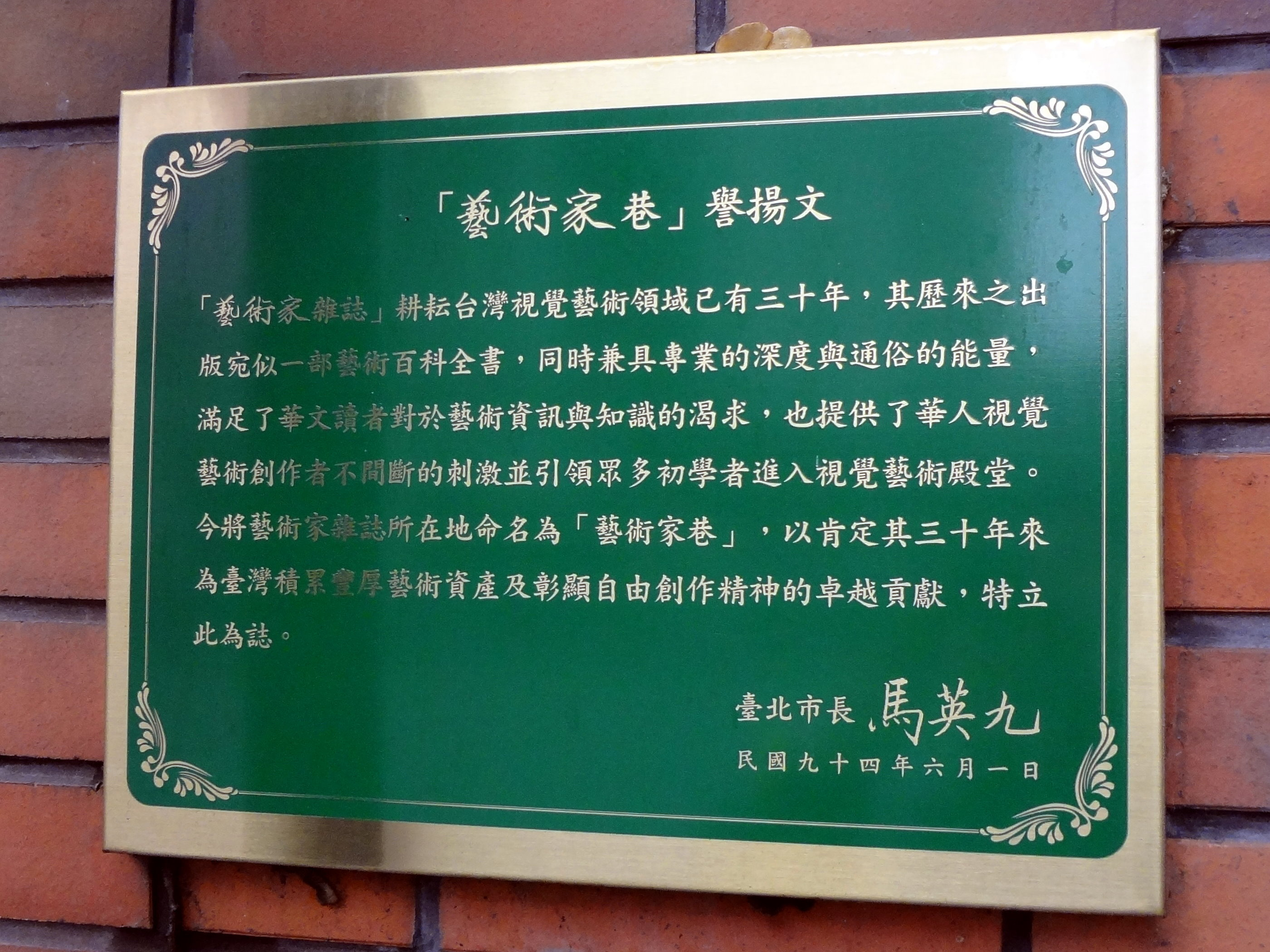
藝術家巷譽揚文

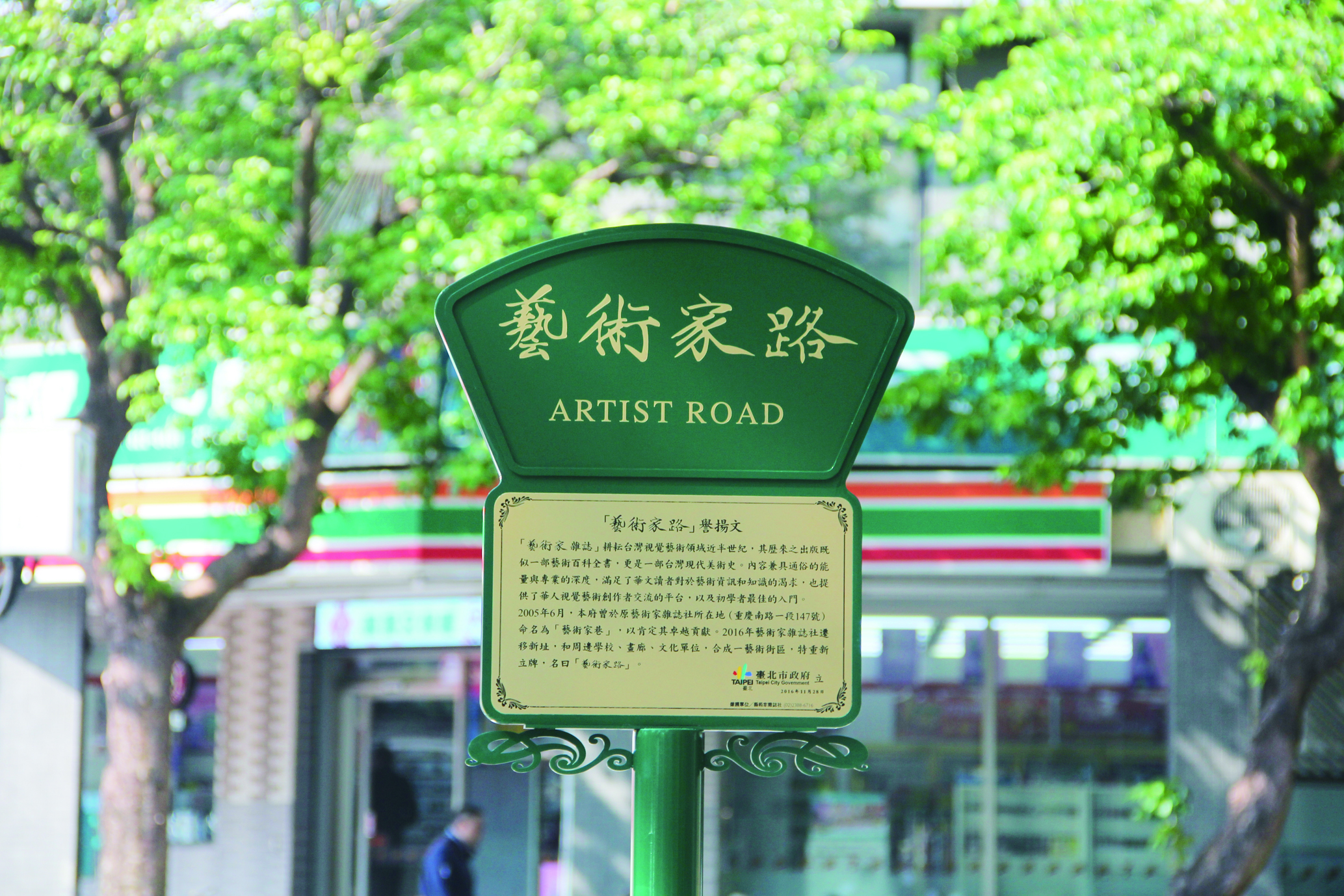
藝術家路標示牌與譽揚牌

2005年6月1日，藝術家雜誌社成立30週年，藝術家雜誌社總社所在的臺北市中正區重慶南路一段147號（東華大樓）旁小巷道由臺北市政府文化局取名為「藝術家巷」並設立標示牌，臺北市市長馬英九、臺北市政府文化局局長廖咸浩與藝術家雜誌社社長何政廣為藝術家巷標示牌揭牌。2016年11月28日，藝術家雜誌社總社搬遷至臺北市大安區金山南路二段165號6樓，臺北市政府文化局在金山南路與和平東路口設置「藝術家路」標示牌與譽揚牌；2017年1月6日，臺北市政府文化局舉行藝術家路標示牌與譽揚牌揭牌儀式。
2012年，《藝術家》獲選全球十大頂級藝術雜誌，與美國《Art Forum》及英國《Art Review》齊名，也是亞洲唯一入選雜誌。
2015年4月22日，中華民國文化部公布第39屆金鼎獎得獎名單，何政廣獲得特別貢獻獎。

## 外部連結
- 藝術家雜誌社 （页面存档备份，存于）